# Europäische Stabilitätsinitiative
Die Europäische Stabilitätsinitiative e. V. (ESI) ist eine Denkfabrik mit Sitz in Berlin und Büros in Brüssel, Istanbul und Wien.

## Geschichte
Die ESI wurde 1999 nach dem Kosovokrieg in Sarajevo gegründet. Ihre ersten Mitglieder waren junge Mitarbeiter internationaler Organisationen wie der OSZE und der Weltbank. Den Tätigkeitsschwerpunkt bilden die Länder Südosteuropas im Hinblick auf die europäische Einigung. Ziel der Arbeit ist es, das Verständnis für diese Region insbesondere im Westen zu erhöhen. Vorsitzender ist der österreichische Soziologe Gerald Knaus. Die Finanzierung der ESI erfolgt im Allgemeinen projektbezogen. Zu den Förderern gehören die schwedische Entwicklungsbehörde Sida, die Stiftung Mercator, die Open Society Foundations von George Soros und die Erste Stiftung. Frühere Förderer waren unter anderem die Robert Bosch Stiftung, die Regierung Schwedens, das Open Society Institute, die Rockefeller-Stiftung, die Europäische Kommission, das Auswärtige Amt, der German Marshall Fund of the United States und die Körber-Stiftung. Nach eigenen Angaben verfügte die Initiative im Jahr 2006 über ein Jahresbudget von 540.000 €.

## Projekte
In der Flüchtlingskrise in Europa 2015 und 2016 entwickelten Mitarbeiter des ESI den „Merkel-Plan“ (EU-Türkei-Abkommen vom 18. März 2016), ein Programm, bei dem zwischen zwei- und fünfhunderttausend syrische Flüchtlinge aus der Türkei direkt nach Deutschland transportiert werden sollen, um die Türkei zu entlasten. Gleichzeitig soll ein Rückführungsabkommen mit der Türkei umgesetzt werden und alle Flüchtlinge, welche Europa über die Ägäis oder über die türkisch-griechische Landesgrenze Griechenland erreichen, in die Türkei abgeschoben werden. Teile des Plans wurden im Türkei-Abkommen vom 18. März 2016 umgesetzt. ESI-Leiter Gerald Knaus betonte in dem Zusammenhang auf einer Veranstaltung im März 2016, die Zusammenarbeit mit der Türkei sei „alternativlos“, um eine „Orbánisierung“ der EU zu verhindern. Nach dem gescheiterten Putschversuch in der Türkei warnte er vor einem Scheitern des Abkommens zwischen EU und Türkei. Er räumte ein, dass seit 20. März 2016 nur 468 Menschen in die Türkei zurückgeschickt werden konnten. Gerald Knaus veröffentlichte am 3. Februar 2017 in einer Rundmail einen „Malta-Plan“, in dem die geltende „Dublin-Regelung“ durch einen gemeinschaftlichen europäischen Grenz- und Asyldienst ersetzt werden soll. Kombiniert mit Rückführungsabkommen soll dies ermöglichen, die Migration auf einem niedrigen Niveau von etwa 100.000 Menschen pro Jahr zu stabilisieren, ohne dabei die Genfer Flüchtlingskonvention zu missachten.

## Einflussreiche Veröffentlichungen
- Islamische Calvinisten,[12] ein Essay über den gesellschaftlichen Umbruch in Anatolien.[13]
- On Mount Olympus,[14] ein Essay über den zweifelhaften Umgang der UN mit den Menschenrechten in Bosnien und Herzegowina.[15]
- Balkan Express,[16] eine Dokumentarfilm-Reihe in Zusammenarbeit mit ORF und 3sat.
- Das Schengen White List Project,[17] eine erfolgreiche Initiative zur Erleichterung der Vergabe von Schengen-Visa für die Bewohner des Balkan unter Vorsitz des ehemaligen italienischen Premierministers Giuliano Amato.